# Maddalena di Lippe
Maddalena di Lippe (Detmold, 25 febbraio 1552 – Darmstadt, 26 febbraio 1587) è stata una nobildonna tedesca, contessa di Lippe per nascita e la prima langravia d'Assia-Darmstadt in seguito al matrimonio con il langravio Giorgio I.
Era figlia del conte Bernardo VIII di Lippe (1527-1563) e di sua moglie Caterina (1524-1583), a sua volta figlia del conte Filippo III di Waldeck-Eisenberg. Dopo la morte del padre, si trasferì a Kassel, alla corte del langravio di Assia-Kassel, Guglielmo IV, per proseguire la propria educazione.
Il 17 agosto 1572, sposò a Kassel il langravio Giorgio I d'Assia-Darmstadt, che si sobbarcò le spese delle nozze. L'unione si rivelò felice e la langravia, donna virtuosa, pia e benevola venne paragonata a santa Elisabetta. Scrisse un libro di preghiere per i suoi figli e, insieme al marito, gettò le basi per la Biblioteca universitaria dell'Assia.
Morì dopo 15 anni di matrimonio, all'età di 35 anni.
È sepolta nel coro della chiesa parrocchiale di Darmstadt. Dietro l'altare maggiore si trova il suo epitaffio, a lei dedicato nel 1589 dal marito.

## Figli
Dal suo matrimonio con Giorgio I d'Assia-Darmstadt nacquero dieci figli:
- Filippo Gugliemlmo (1576–1576)
- Luigi V (1577–1626), langravio d'Assia-Darmstadt, che sposò nel 1598 la principessa Maddalena di Brandeburgo (1582–1616)
- Cristina (1578–1596), che sposò nel 1595 il conte Federico Magno di Erbach (1575–1618)
- Elisabetta (1579–1655), che sposò nel 1601 il conte Giovanni Casimiro di Nassau-Weilburg-Gleiberg (1577–1602)
- Marie Hedwig (1580–1582)
- Filippo III (1581–1643), langravio d'Assia-Butzbach che sposò nel 1610 in prime nozze la contessa Anna Margherita di Diepholz (1580–1629) e nel 1632 in seconde nozze la contessa Cristina Sofia della Frisia orientale (1600–1658)
- Anna (1583–1631), che sposò nel 1601 il conte Alberto Ottone di Solms-Laubach (1576–1610)
- Federico I (1585–1638), langravio d'Assia-Homburg, che sposò nel 1622 la contessa Margherita Elisabetta di Leiningen-Westerburg (1604–1667)
- Maddalena (1586–1586)
- Giovanni (1587–1587)

## Ascendenza
|                                 |                       |                                     | Genitori             |  |  | Nonni |  |  | Bisnonni              |  |  | Trisnonni          |  |
|                                 |                       |                                     |                      |  |  |       |  |  | Bernardo VII di Lippe |  |  | Simone IV di Lippe |  |
|                                 |                       |                                     |                      |  |  |       |  |  | Bernardo VII di Lippe |  |  | Simone IV di Lippe |  |
|                                 |                       | Margherita di Brunswick-Grubenhagen |                      |  |  |       |  |  | Bernardo VII di Lippe |  |  |                    |  |
| Simone V di Lippe               |                       |                                     |                      |  |  |       |  |  | Bernardo VII di Lippe |  |  |                    |  |
|                                 |                       | Anna di Holstein-Pinneberg          | …                    |  |  |       |  |  |                       |  |  |                    |  |
|                                 |                       | Anna di Holstein-Pinneberg          | …                    |  |  |       |  |  |                       |  |  |                    |  |
|                                 |                       | Anna di Holstein-Pinneberg          | …                    |  |  |       |  |  |                       |  |  |                    |  |
| Bernardo VIII di Lippe          |                       | Anna di Holstein-Pinneberg          |                      |  |  |       |  |  |                       |  |  |                    |  |
|                                 |                       | …                                   | …                    |  |  |       |  |  |                       |  |  |                    |  |
|                                 |                       | …                                   | …                    |  |  |       |  |  |                       |  |  |                    |  |
|                                 |                       | …                                   | …                    |  |  |       |  |  |                       |  |  |                    |  |
| Maddalena di Mansfeld-Mittelort |                       | …                                   |                      |  |  |       |  |  |                       |  |  |                    |  |
|                                 |                       | …                                   | …                    |  |  |       |  |  |                       |  |  |                    |  |
|                                 |                       | …                                   | …                    |  |  |       |  |  |                       |  |  |                    |  |
|                                 |                       | …                                   | …                    |  |  |       |  |  |                       |  |  |                    |  |
| Maddalena di Lippe              |                       | …                                   |                      |  |  |       |  |  |                       |  |  |                    |  |
|                                 | Filippo II di Waldeck | Volrado I di Waldeck                |                      |  |  |       |  |  |                       |  |  |                    |  |
|                                 | Filippo II di Waldeck | Volrado I di Waldeck                |                      |  |  |       |  |  |                       |  |  |                    |  |
|                                 | Filippo II di Waldeck | Barbara di Wertheim                 |                      |  |  |       |  |  |                       |  |  |                    |  |
| Filippo III di Waldeck          | Filippo II di Waldeck |                                     |                      |  |  |       |  |  |                       |  |  |                    |  |
|                                 |                       | Caterina di Solms-Lich              | Kuno di Solms-Lich   |  |  |       |  |  |                       |  |  |                    |  |
|                                 |                       | Caterina di Solms-Lich              | Kuno di Solms-Lich   |  |  |       |  |  |                       |  |  |                    |  |
|                                 |                       | Caterina di Solms-Lich              | Valpurga di Dhaun    |  |  |       |  |  |                       |  |  |                    |  |
| Caterina di Waldeck-Eisenberg   |                       | Caterina di Solms-Lich              |                      |  |  |       |  |  |                       |  |  |                    |  |
|                                 |                       | Giovanni II di Kleve                | Giovanni I di Kleve  |  |  |       |  |  |                       |  |  |                    |  |
|                                 |                       | Giovanni II di Kleve                | Giovanni I di Kleve  |  |  |       |  |  |                       |  |  |                    |  |
|                                 |                       | Giovanni II di Kleve                | Elisabetta di Nevers |  |  |       |  |  |                       |  |  |                    |  |
| Anna di Kleve                   |                       | Giovanni II di Kleve                |                      |  |  |       |  |  |                       |  |  |                    |  |
|                                 |                       | Matilde d'Assia                     | …                    |  |  |       |  |  |                       |  |  |                    |  |
|                                 |                       | Matilde d'Assia                     | …                    |  |  |       |  |  |                       |  |  |                    |  |
|                                 |                       | Matilde d'Assia                     | …                    |  |  |       |  |  |                       |  |  |                    |  |
|                                 |                       | Matilde d'Assia                     |                      |  |  |       |  |  |                       |  |  |                    |  |